# Підгірненська сільська громада
Підгірненська сільська об'єднана територіальна громада — колишня об'єднана територіальна громада України, у Василівському районі Запорізької області. Адміністративний центр — село Підгірне.
Площа громади —  км², населення —  мешканців (2020).
Утворена 6 квітня 2017 року шляхом об'єднання Підгірненської та Широківської сільських рад Василівського району.
12 червня 2020 року, відповідно до розпорядження Кабінету Міністрів України № 713-р «Про визначення адміністративних центрів та затвердження територій територіальних громад Запорізької області», була ліквідована шляхом приєднання до Василівської міської громади.

## Населені пункти
До складу громади входили 9 сіл: Гладке, Грозове, Долинка, Зелений Гай, Коновалова, Переможне, Підгірне, Тернувате та Широке.